# Tomopterna
Tomopterna és un gènere de granotes de l'Àfrica subsahariana.

## Taxonomia
- Tomopterna cryptotis (Boulenger, 1907).
- Tomopterna damarensis (Dawood & Channing, 2002).
- Tomopterna delalandii (Tschudi, 1838).
- Tomopterna krugerensis (Passmore & Carruthers, 1975).
- Tomopterna luganga (Channing, Moyer & Dawood, 2004).
- Tomopterna marmorata (Peters, 1854).
- Tomopterna natalensis (Smith, 1849).
- Tomopterna tandyi (Channing & Bogart, 1996).
- Tomopterna tuberculosa (Boulenger, 1882).